# Unité urbaine de Chaumont
L'unité urbaine de Chaumont est une unité urbaine française centrée sur la commune de Chaumont, préfecture et deuxième ville du département de la Haute-Marne, située dans la région Grand Est.

## Données globales
En 2010, selon l'INSEE, l'unité urbaine de Chaumont qui est située dans le centre du département de la Haute-Marne était composée de deux communes, toutes situées dans l'arrondissement de Chaumont.
En 2020, à la suite d'un nouveau zonage, elle est composée des deux mêmes communes.
En 2022, avec 22 452 habitants, elle représente la 2e unité urbaine du département de la Haute-Marne après l'unité urbaine de Saint-Dizier et elle occupe le 29e rang dans la région Grand Est, après l'unité urbaine de Toul (28e rang régional) et avant l'unité urbaine d'Esch-sur-Alzette (LUX)-Villerupt (partie française) (30e rang régional).
En 2022, sa densité de population s'élève à 303 hab/km2. Par sa superficie, elle ne représente que 1,19 % du territoire départemental mais, par sa population, elle regroupe 13,22 % de la population du département de la Haute-Marne en 2022, soit plus d'une personne sur huit.

## Composition 2020 de l'unité urbaine
Elle est composée des deux communes suivantes :
| Nom                     | Code Insee | Département | Statut       | Superficie (km2) | Population (dernière pop. légale) | Densité (hab./km2) | Modifier                                    |
| ----------------------- | ---------- | ----------- | ------------ | ---------------- | --------------------------------- | ------------------ | ------------------------------------------- |
| Chaumont (ville-centre) | 52121      | Haute-Marne | ville-centre | 55,26            | 21 418 (2022)                     | 388                | modifier les données · modifier les données |
| Chamarandes-Choignes    | 52125      | Haute-Marne | banlieue     | 18,80            | 1 034 (2022)                      | 55                 | modifier les données · modifier les données |

## Évolution démographique
| 1968   | 1975   | 1982   | 1990   | 1999   | 2010   | 2015   | 2022   |
| ------ | ------ | ------ | ------ | ------ | ------ | ------ | ------ |
| 26 591 | 27 944 | 28 383 | 27 988 | 27 017 | 24 065 | 23 370 | 22 728 |

#### Données générales
- Unité urbaine en France
- Aire d'attraction d'une ville
- Liste des unités urbaines de France

#### Données démographiques en rapport avec l'unité urbaine de Chaumont
- Aire d'attraction de Chaumont
- Arrondissement de Chaumont

#### Données démographiques en rapport avec la Meuse
- Démographie de la Meuse